# Cycliste tchèque de l'année
Le Cycliste tchèque de l'année (officiellement Král cyklistiky, soit littéralement Roi du cyclisme) est un prix annuel décerné depuis 1965 au meilleur coureur cycliste du pays. Il était nommé Cycliste tchécoslovaque de l'année de 1965 à 1992.
Le prix est remis par la Fédération tchèque de cyclisme, après un sondage réalisé en coopération avec des journalistes sportifs. Les cyclistes les plus couronnés sont les frères Pospíšil, huit fois lauréats. Ils sont suivis de Ján Svorada, six fois vainqueur. Roman Kreuziger a remporté cinq fois la récompense entre 2004 et 2018. En 2019, Romana Labounková, la championne du monde de four cross devient la deuxième femme lauréate après Lada Kozlíková en 2002.

## Palmarès

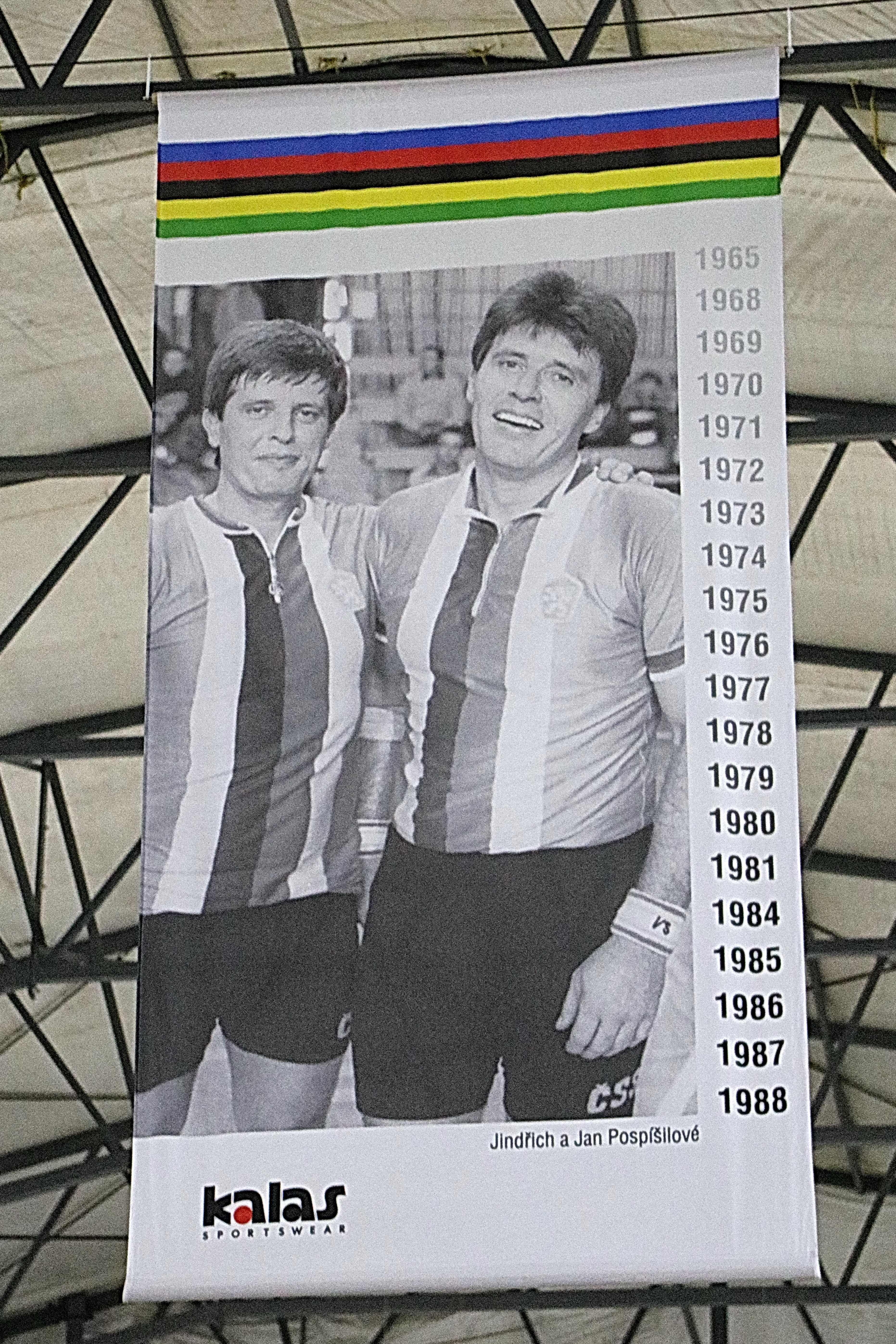
Jan et Jindřich Pospíšil, huit fois récompensés.

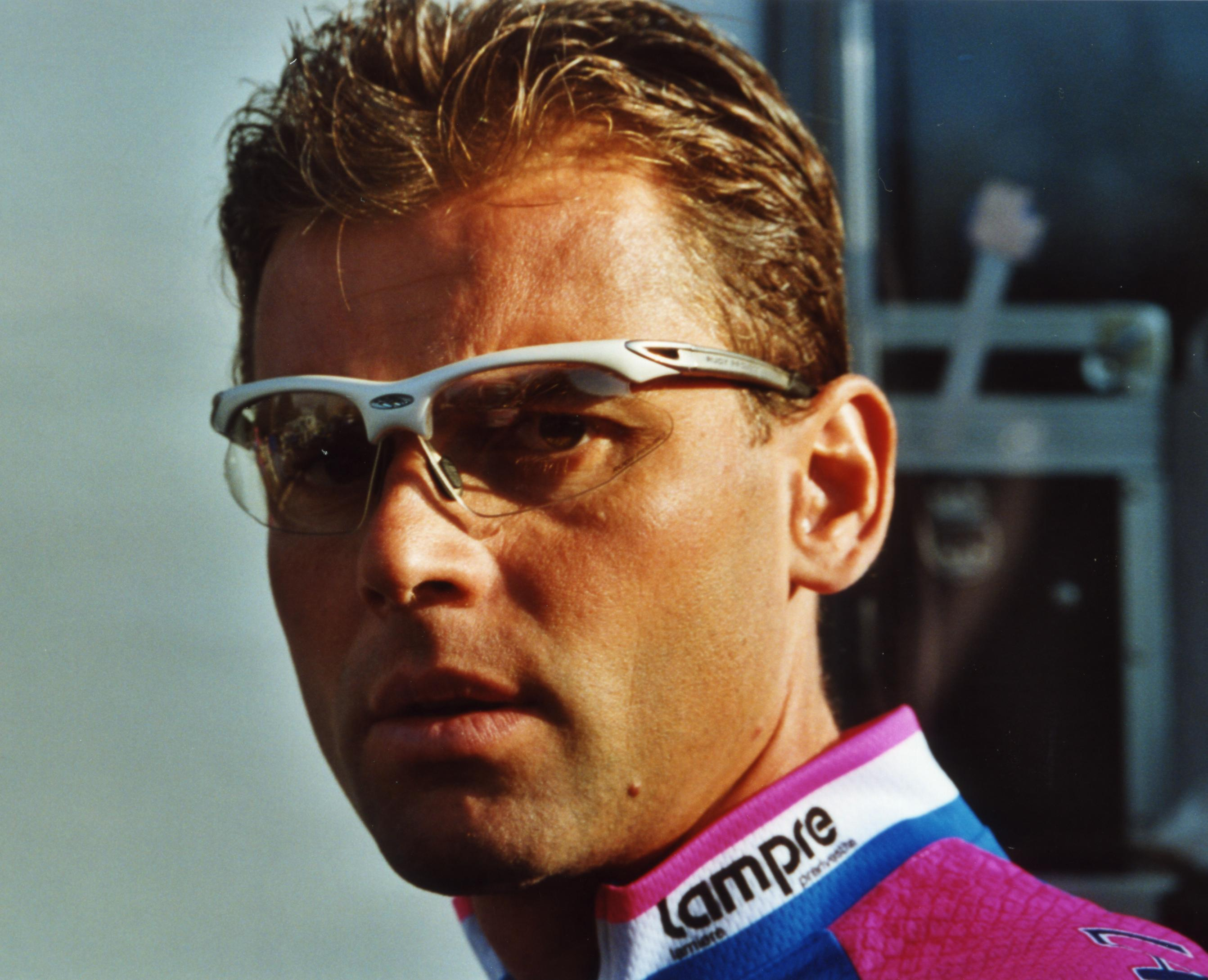
Le sextuple lauréat Ján Svorada.

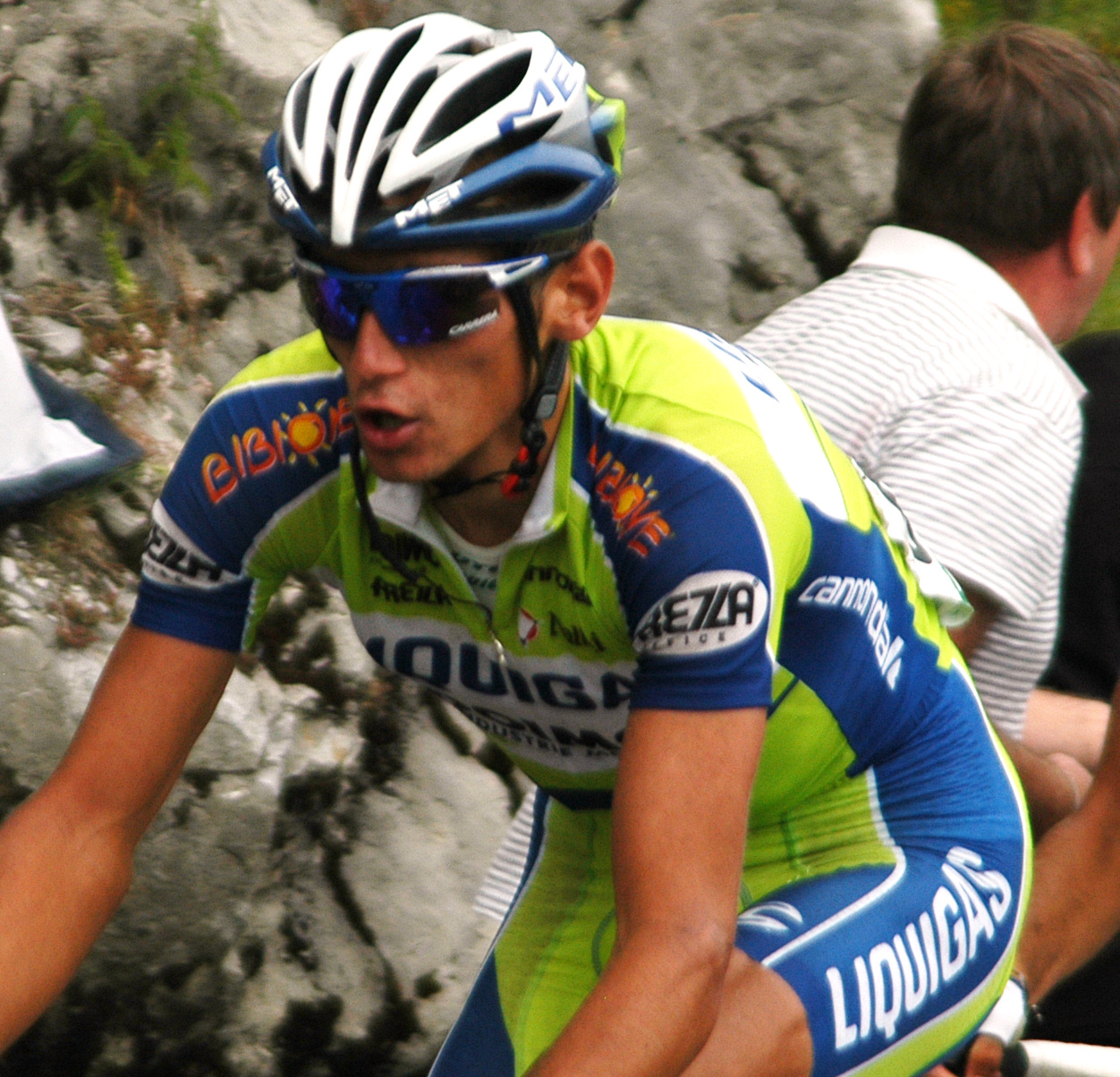
Roman Kreuziger.

- 1965 – Pavel Doležel (cyclisme sur route)
- 1966 – Jiří Daler (cyclisme sur piste)
- 1967 – Jiří Daler (cyclisme sur piste)
- 1968 – Jan et Jindřich Pospíšil (cycle ball)
- 1969 – Jan et Jindřich Pospíšil (cycle ball)
- 1970 – Jan et Jindřich Pospíšil (cycle ball)
- 1971 – Ivan Kučírek (cyclisme sur piste)
- 1972 – Jan et Jindřich Pospíšil (cycle ball)
- 1973 – Vladimír Vačkář et Miroslav Vymazal (cyclisme sur piste)
- 1974 – Anton Tkáč (cyclisme sur piste)
- 1975 – Jan et Jindřich Pospíšil (cycle ball)
- 1976 – Anton Tkáč (cyclisme sur piste)
- 1977 – Miroslav Vymazal (cyclisme sur piste)
- 1978 – Anton Tkáč (cyclisme sur piste)
- 1979 – Jan et Jindřich Pospíšil (cycle ball)
- 1980 – Jiří Škoda (cyclisme sur route)
- 1981 – Miloš Fišera (cyclo-cross)
- 1982 – Miloš Fišera (cyclo-cross)
- 1983 – Radomír Šimůnek sr. (cyclo-cross)
- 1984 – Radomír Šimůnek sr. (cyclo-cross)
- 1985 – Martin Penc (cyclisme sur piste)
- 1986 – Svatopluk Buchta, Teodor Černý, Pavel Soukup et Aleš Trčka (cyclisme sur piste)
- 1987 – Jan et Jindřich Pospíšil (cycle ball)
- 1988 – Jan et Jindřich Pospíšil (cycle ball)
- 1989 – Miroslav Berger et Miroslav Kratochvíl (cycle ball)
- 1990 – Ján Svorada (cyclisme sur route)
- 1991 – Radomír Šimůnek sr. (cyclo-cross)
- 1992 – Karel Camrda (cyclo-cross)
- 1993 – Lubor Tesař (cyclisme sur route)
- 1994 – Pavel Padrnos (cyclisme sur route)
- 1995 – Ján Svorada (cyclisme sur route)
- 1996 – Ján Svorada (cyclisme sur route)
- 1997 – Ján Svorada (cyclisme sur route)
- 1998 – Ján Svorada (cyclisme sur route)
- 1999 – Pavel Buráň (cyclisme sur piste)
- 2000 – Pavel Buráň (cyclisme sur piste)
- 2001 – Tomáš Konečný (cyclisme sur route)
- 2002 – Lada Kozlíková (cyclisme sur piste)
- 2003 – Ján Svorada (cyclisme sur route)
- 2004 – Roman Kreuziger (cyclisme sur route)
- 2005 – Ondřej Sosenka (cyclisme sur route)
- 2006 – Michal Prokop (VTT et BMX)
- 2007 – Alois Kaňkovský (cyclisme sur piste)
- 2008 – Roman Kreuziger (cyclisme sur route)
- 2009 – Roman Kreuziger (cyclisme sur route)
- 2010 – Jaroslav Kulhavý (VTT)
- 2011 – Jaroslav Kulhavý (VTT)
- 2012 – Jaroslav Kulhavý (VTT)
- 2013 – Roman Kreuziger (cyclisme sur route)[1]
- 2014 – Zdeněk Štybar (cyclo-cross)[2]
- 2015 – Zdeněk Štybar (cyclisme sur route)[3]
- 2016 – Jaroslav Kulhavý (VTT)[4]
- 2017 – Tomáš Bábek (cyclisme sur piste)
- 2018 – Roman Kreuziger (cyclisme sur route)
- 2019 – Romana Labounková (VTT)
- 2020 – Tomáš Bábek (cyclisme sur piste)
- 2021 – Ondřej Cink (VTT)
- 2022 – Iveta Miculyčová (BMX freestyle)
- 2023 – Kristýna Zemanová (cyclo-cross)[5]
- 2024 – Pavel Bittner (cyclisme sur route)[6]